# 마누엘 로드리게스 애국전선
마누엘 로드리게스 애국전선(스페인어: Frente Patriótico Manuel Rodríguez, 약칭 FPMR)은 1983년에 설립된 칠레의 마르크스-레닌주의 게릴라 조직이다. 1983년부터 1987년까지는 칠레 공산당의 산하 단체로 활동하였으며, 원래는 아우구스토 피노체트 군부 독재 정권 전복을 목표로 했다. 그러나 1987년에 칠레 공산당이 피노체트 합의에 서명하고 무장투쟁 노선을 포기하자 결별하였으며, 1987년부터는 독립적인 단체가 되었다.